# Sonic the Hedgehog: Triple Trouble
Sonic the Hedgehog: Triple Trouble, відома як Sonic & Tails 2 (яп. ソニック & テイルス 2, Сонікку & Теірусу 2) в Японії — відеогра серії Sonic the Hedgehog у жанрі платформер, видана компанією Sega для портативної консолі Game Gear у листопаді 1994 року. Пізніше проєкт був портований на ігрові платформи кількох поколінь та входив до складу деяких збірників.  
Sonic Triple Trouble є сиквелом Sonic the Hedgehog Chaos (Sonic & Tails у Японії). За сюжетом головні герої гри, їжак Сонік та лис Тейлз, збирають на Південному Острові Смарагди Хаосу, які були розкидані доктором Роботніком під час тестування свого нового винаходу. Ігровий процес практично не відрізняється від попередніх частин серії: гравець повинен пройти ряд рівнів, збираючи на шляху золоті кільця та атакуючи ворогів.
Гра була створена компанією Aspect за підтримки Sega. Після виходу Sonic Triple Trouble отримала переважно позитивні відгуки від преси. З переваг проєкту журналісти називали графіку і невеликі нововведення в геймплеї, але критикували низький рівень складності. Попри оцінки, платформеру не вдалося завоювати належної популярності серед шанувальників через невелику популярність Game Gear. У 1996 вийшов сиквел під назвою Sonic Blast (G Sonic).

## Ігровий процес

Сонік на рівні «Great Turquoise Zone». Ігровий процес Sonic Triple Trouble не зазнав істотних змін у порівнянні з попередніми іграми серії

Sonic the Hedgehog: Triple Trouble є жанровим платформером, виконаним у двовимірній графіці. За сюжетом доктор Роботнік знову захопив Ізумруди Хаосу, проте під час тестування нової ядерної зброї сталося замикання, внаслідок чого Ізумруди знову розпорошилися по всьому острову. Головні герої, їжак Сонік і лис Тейлз, вирушають на пошуки цього каміння. Проте, до смарагдів виявляють інтерес Фенг Снайпер, який хоче отримати за них гроші, і єхидна Наклз.
У Sonic Triple Trouble є можливість грати як за самого Соніка, так і за лиса Тейлза. Геймплей практично не змінився в порівнянні з попередніми частинами серії: персонажу гравця доведеться пройти шість ігрових зон («Great Turquoise», «Sunset Park», «Meta Junglira», «Robotnik Winter», «Tidal Plant» та «Atomic Destroyer»), кожна з яких поділена на три акти та заповнена ворогами-роботами - бадниками (англ. Badnik). Ворогів можна атакувати шляхом згортання в колючий клубок у стрибку, або за допомогою прийому spin dash, розганяючись на місці та атакуючи швидкісним ударом у перекаті. На рівнях розкидані золоті кільця, які є захистом від ворогів, а при зборі у сумі 100 штук персонажу дається додаткове життя. Якщо у гравця немає хоча б одного кільця, його персонаж гине при зіткненні з роботами або небезпечними предметами — наприклад, шипами. Інакше Сонік або Тейлз втрачає частину зібраних кілець. Крім кілець, на рівнях розкидані численні бонуси, що зберігаються у спеціальних моніторах, наприклад, тимчасова невразливість або додаткове життя. Проходження кожного акта обмежено десятьма хвилинами; в залежності від витраченого на проходження часу в кінці акту гравцю присуджуються бонуси у вигляді додаткових очок, кілець або життя. Що стосується смерті персонажа, гра починається або наново, або з контрольної точки. Для завершення проходження на перших двох актах необхідно торкнутися таблички із зображенням Роботніка; наприкінці третього акту проходить битва з босом - самим Роботніком, єхидною Наклзом, або роботами-бадниками. Крім основної гри, в Sonic Triple Trouble доступні режими «Time Attack», в якому пропонується проходження рівнів за мінімальний час, і «Sound Test», де можна послухати музику.
У грі також представлені особливі рівні («Special Stage»), призначені для збору Ізумрудів Хаосу. Дія першого, третього і п'ятого рівнів відбувається у лабіринті, тоді як у другому і четвертому — на літаку «Торнадо» в повітрі. Щоб потрапити на особливий рівень, гравцеві необхідно на рівні зібрати 50 кілець та знищити монітор із зображенням смарагду. У лабіринтах гравцеві необхідно остерігатися Фенга Снайпера, який заважає Соніку та Тейлзу отримати Смарагди Хаосу, а під час польоту — головним героям треба ухилятися від мін та бомб, які можуть сповільнити швидкість бігу. У разі успішного проходження персонаж отримує камінь, а гравцеві нараховують додаткові очки за зібрані кільця. У грі шість смарагдів Хаосу, останній з яких необхідно отримати після битви з Фенгом.

## Розробка та вихід гри
Як і попередні частини серії для портативних консолей – Sonic the Hedgehog 2 та Sonic Chaos – Sonic Triple Trouble розробляла компанія Aspect. Незважаючи на запозичений ігровий процес із вищезгаданих ігор, творці платформера внесли безліч нововведень та розвинули концепцію попередніх частин серії Sonic the Hedgehog. Так, у цьому проєкті з'явилося меню «Sound Test», де представлена вся музика з гри та звукові ефекти. Крім того, Sonic Triple Trouble стала першою в серії, де персонаж у разі отримання втрат втрачає частину зібраних кілець, а не всі відразу. Спеціальні рівні були представлені як у двовимірній, так і в тривимірній графіці. У платформері вперше з'явилися два нових персонажі - Фенг Снайпер і єхидна Наклз.
Гра демонструвалася на виставці Sega Gamer's Day, що проводилася у червні 1994 року у місті Сан-Франциско. Реліз Sonic Triple Trouble в усьому світі відбувся в листопаді цього року. Гра вийшла тільки для портативної консолі Game Gear, а версія для Master System офіційно ніколи не розроблялася і не видавалася. Є багато портів Sonic Triple Trouble на консолі різних поколінь. У 2003 році гра увійшла в Sonic Adventure DX: Director’s Cut для консолі GameCube і персональних комп'ютерів під керуванням Windows як відкриваюча мінігра і була включена до складу збірки Sonic Gems Collection. У 2013 році платформер був випущений для консолі Nintendo 3DS у сервісі eShop.

## Оцінки та думки
| Агрегатор    | Оцінка  |
| ------------ | ------- |
| GameRankings | 64,67 % |

| Видання                    | Оцінка |
| -------------------------- | ------ |
| AllGame                    | [ 12 ] |
| Famitsu                    | 21/40  |
| Official Nintendo Magazine | 64 %   |

Sonic the Hedgehog: Triple Trouble отримала переважно позитивні відгуки від критиків. За даними сайту MobyGames, середня оцінка платформера становить 83 бали із 100 можливих. У 2012 році сайт GamesRadar помістив платформер на 2-е місце у списку «Найкращих ігор для Sega Game Gear усіх часів». Незважаючи на відгуки, грі не вдалося завоювати належної популярності через погані продажі портативної приставки. Однак перевиданню для Nintendo 3DS вдалося в березні 2012 зайняти перше місце за підсумками продажів у сервісі eShop, обійшовши в тому числі такі проєкти як Super Mario Bros. та Super Mario Land 2: 6 Golden Coins.
У редакції Sega Magazine позитивно оцінили проєкт Sonic Triple Trouble, похваливши графіку, але зазначалося, що гра «проста для проходження». З цією думкою погодився представник журналу GamePro. Йому сподобалися нововведення в геймплеї, наприклад, можливість керувати підводним човном Тейлза, але низький рівень складності, за його словами, зменшує тривалість проходження гри, а наявність уповільнення швидкості бігу персонажів призводить до «дешевих смертей». В обох рецензіях платформер був названий «приємним», якому проте бракує чогось нового. Колектив японського видання Famitsu оцінили Sonic Triple Trouble у 21 бал із 40 можливих.
Негативні відгуки гра отримала в 2005 після виходу збірки Sonic Gems Collection, частиною якого була Sonic Triple Trouble. Том Бромвелл з Eurogamer у огляді писав, що у якісь моменти він знаходив проєкт «терпимим», але все рівно критично про нього відгукнувся. Представник сайту GamesRadar назвав гру «досить компетентною, але не менш стомлюючою», а Хуан Кастро з IGN - «не видатною». Позитивний відгук про платформер залишив Раян Девіс із GameSpot. Незважаючи на проблему з емуляцією, Sonic Triple Trouble, за його словами, будучи розробленою пізніше, не така технічно обмежена і тому більше схожа на звичайний Соніківський сайд-скролер.

### Вплив
Сюжет Sonic the Hedgehog: Triple Trouble був адаптований у коміксі Sonic the Hedgehog від Archie Comics (Specials: Sonic Triple Trouble), що вийшов у серпні 1995. Вперше в серії для портативної консолі були представлені такі персонажі, як єхидна Наклз та Фенг Снайпер. Згодом вони з'являлися у наступних частинах серії; також Фенг Снайпер з'явився як камео у грі Sonic Generations на рівні «City Escape».
У 1996 році відбувся реліз сиквела Sonic Blast (G Sonic в Японії). За сюжетом гри закляті вороги — їжак Сонік і єхидна Наклз — об'єднуються, щоб зібрати Смарагди Хаосу і протистояти лиходію доктору Роботніку, який, за допомогою сили цього каміння, хоче зміцнити свою базу на Південному Острові. Проєкт примітний своєю відрендереною графікою, яка надає ефекту тривимірності, і тим, що на момент виходу Sonic Blast була однією з останніх ігор, розроблених для консолі Game Gear.